# Falcon 5
O Falcon 5 foi um projeto de veículo lançador parcialmente reutilizável projetado pela SpaceX entre 2005 e 2006, quando foi cancelado
e substituído pelo maior e mais potente Falcon 9.
O primeiro estágio do Falcon 5 deveria ser impulsionado por cinco motores Merlin 1C, e o segundo estágio,
por apenas um, ambos usando RP-1 e LOX como propelentes. Junto com o Falcon 9, seriam os primeiros veículos lançadores
a nível mundial com capacidade de reutilização.